# Ewa Skorupa
Ewa Skorupa (ur. 1956) – polska historyk, dr hab. nauk humanistycznych, profesor Katedry Edytorstwa i Nauk Pomocniczych Wydziału Polonistyki Uniwersytetu Jagiellońskiego.

## Życiorys
Ukończyła studia z zakresu filologii polskiej. Obroniła pracę doktorską, 10 marca 2005  habilitowała się na podstawie pracy zatytułowanej Polskie symbole kulturowe przed sądem pruskim w latach 1871-1914. "O podburzanie do gwałtów". 19 grudnia 2014 nadano jej tytuł profesora w zakresie nauk humanistycznych. Jest profesorem w Katedrze Edytorstwa i Nauk Pomocniczych na Wydziale Polonistyki Uniwersytetu Jagiellońskiego.
Zajmuje się historią literatury pozytywizmu i Młodej Polski, historią książki w XIX i XX stuleciu, dziejami cenzuralnymi polskich symboli kulturowych, polsko-niemiecką kulturą, sposobami portretowania bohaterów literackich oraz ekspresją twarzy i ciała w literaturze pięknej. W latach 1992–1995 była lektorem języka polskiego i polskiej kultury na Uniwersytecie w Salzburgu, a w latach1997–2002 na Uniwersytecie w Getyndze.